# Rush (Michel Vaillant)
Pour les articles homonymes, voir Rush.
Rush est le vingt-deuxième tome de la série Michel Vaillant. Suite de l'album Massacre pour un moteur!, il a pour cadre une course routière traversant les deux continents américains, du Canada à la Terre de Feu.

## Synopsis
Michel Vaillant et Steve Warson disputent avec leurs coéquipiers François Cevert et Chuck Danver la "course du siècle", un rallye-raid traversant le continent américain du Nord au Sud, du grand nord canadien jusqu'à la Terre de Feu. Ils ont pour principaux concurrents les pilotes Leader Bob Cramer-Dan Hawkins et Grogni-Fabrucci, ainsi que les frères Perez aux commandes de la voiture de l'équipe des Kamikazes. La compétition est rude sur et en dehors de la piste...

## Véhicules remarqués

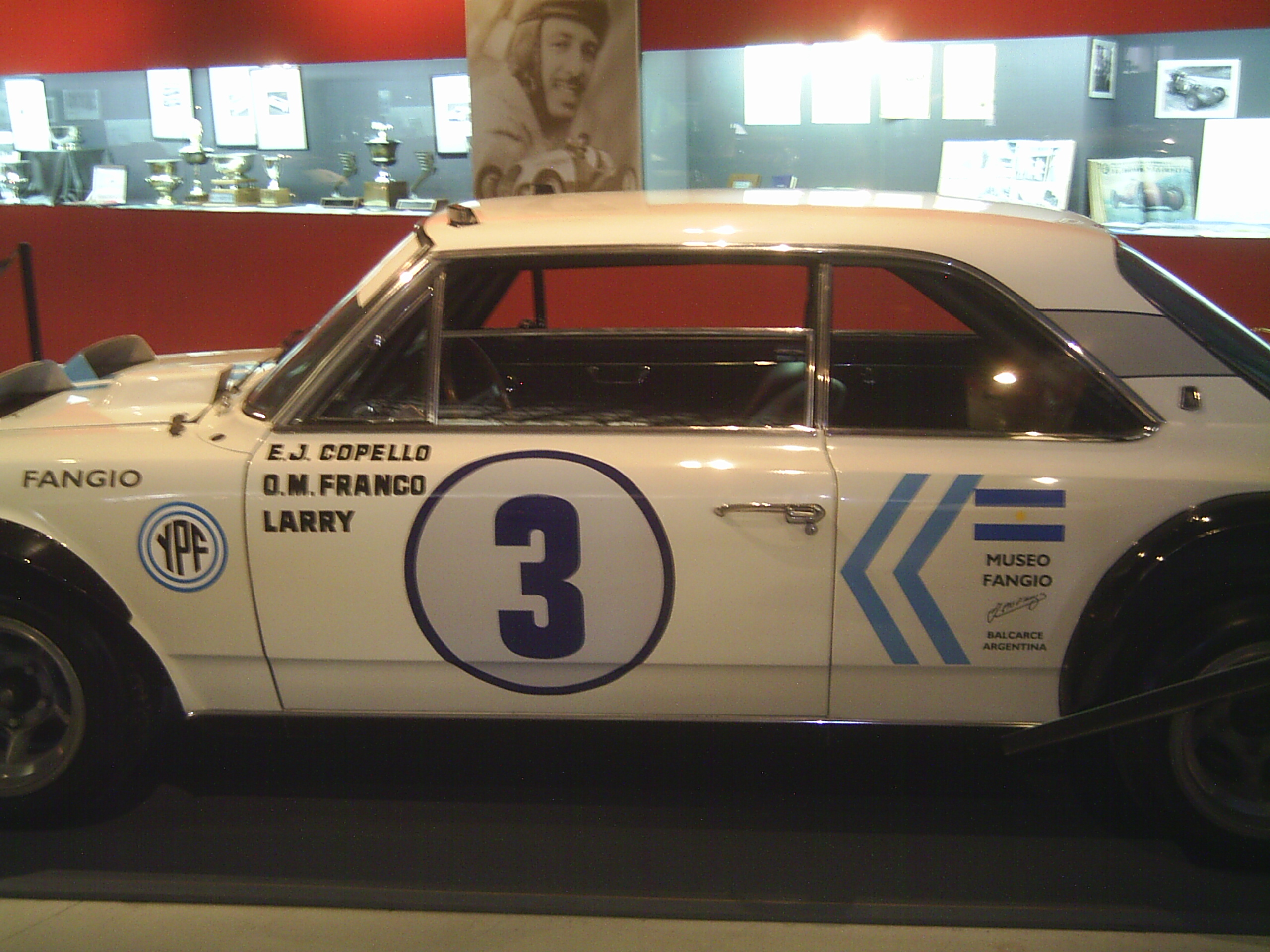
Parmi les adversaires de Michel Vaillant, l'équipe des « Kamikazes » a engagé un coupé Torino semblable à ce modèle.

- Dodge Challenger 1970
- Pontiac GTO 1971
- Chevrolet Corvette C3 1970
- Porsche 914
- Ford Mustang Mach1 1971
- Ford GT70
- Renault 12 Gordini
- Ford Escort TC
- IKA Torino 380 coupé
- Porsche 911
- Citroën DS21

## Publication

### Revues
Les planches de Rush furent publiées dans le Journal de Tintin entre le 11 mai et le 24 août 1971 (no 19/71 à 34/71).

### Album
Le premier album fut publié aux Éditions du Lombard en 1972 (dépôt légal 09/1972).